# Baie Fanny (Nouvelle-Zélande)
Pour les articles homonymes, voir Fanny Bay.
La baie Fanny est une baie située dans le sud-ouest du Southland, en Nouvelle-Zélande.

## Géographie
Située dans le parc national de Fiordland, la baie Fanny fait partie du Dusky Sound, l'un des plus grands fjords de Nouvelle-Zélande.
Au nord, elle est bordée par le canal Cook. Au-delà de ce chenal maritime se trouve l’île Cooper (en). Le fleuve Mike se jette dans le sud-est de la baie.